# Układ odniesienia
Układ odniesienia (fizyka) – punkt lub układ punktów w przestrzeni, względem którego określa się położenie lub zmianę położenia (ruch) danego ciała. Wybrany punkt często definiuje się poprzez wskazanie  ciała, z którym związany jest układ współrzędnych.
Wybór układu odniesienia jest koniecznym warunkiem opisu ruchu lub spoczynku. Układ odniesienia można wybrać dowolnie, tak, by wygodnie opisać ruch.
Określanie ruchu ciała względem układu odniesienia, czyli ruchu wobec innego ciała, nazywany względnością ruchu.
Z układem odniesienia związuje się zazwyczaj układ współrzędnych, z którym bywa czasami mylony.
Szczególnie ważne przykłady układów odniesienia
- układ laboratoryjny – układ, w którym laboratorium jest nieruchome,
- układ środka masy – ruch opisujemy tak jakby środek masy opisywanych ciał spoczywał,
- Ziemia – w pewnych sytuacjach, gdy obszar, w którym porusza się opisywane ciało jest wystarczająco mały, można założyć, że Ziemia jest płaska i nieruchoma, np. lot pocisku karabinowego, upadek kamienia, jadący samochód.